# Peter Bohley (Biochemiker)
Peter Bohley (* 31. Oktober 1935 in Sulzbach-Rosenberg; † 5. November 2020 in Tübingen) war ein deutscher Biochemiker. Er war ein Schwager von Bärbel Bohley.

## Leben und Wirken
Bohley wuchs mit sechs Brüdern in der früheren DDR auf. Seine Erziehung war durch eine pazifistische Grundhaltung geprägt. Bohley und seine Brüder verweigerten den Wehrdienst und kamen hierdurch mit den Staatsorganen der DDR in Konflikt.
1959 nahm Bohley das Studium der Medizin an der Universität Halle auf und promovierte in diesem Fachgebiet. Bohley gründete 1973 in Halle einen Lesekreis, der vom Ministerium für Staatssicherheit beobachtet wurde und den Namen „Freitags-Kreis“ erhielt. An diesem Lesekreis, den Bohley bis 1983 veranstaltete, nahmen zahlreiche Intellektuelle, u. a. der Maler Ludwig Ehrler, teil. Der Lesekreis beschäftigte sich mit der bürgerlich-klassischen Literatur. Mit der Eröffnung des Operativen Vorgangs „Ring“ 1979 versuchte das Ministerium für Staatssicherheit den Lesekreis zu zersetzen. Die Ermittler gingen von einer „verfestigte(n) politisch-negative(n) Grundhaltung zur DDR und der gesamten sozialistischen Entwicklung“ aus. Bohley gehörte „zu den renommiertesten DDR-Naturwissenschaftlern, weshalb er trotz Staatskritik und Beobachtung durch das MfS nicht verhaftet wurde“.
Bohley habilitierte sich 1974 in dem Fachgebiet Biochemie. 1983 erhielt er wegen „pazifistischer Äußerungen“ Lehrverbot und reiste 1984 mit seiner Familie in die Bundesrepublik Deutschland aus. Dort lehrte er seit 1986 als Professor für Biochemie an der Universität Tübingen. Bohley kehrte seit 1990 regelmäßig an die Universität Halle zurück, um dort als Gastdozent Vorlesungen zu halten.

## Schriften (Auswahl)
- Erlebte DDR-Geschichte. Aufstand und Angst, Erfolge und Resignation. In: Jürgen Peiffer u. a. (Hrsg.): Erlebte Geschichte. Zeitzeugen berichten in einer Tübinger Ringvorlesung. Schwäbisches Tagblatt, Tübingen 1994, S. 175–211, ISBN 3-928011-14-6.

- „... Prof. Sigwart dauert mich“.  Das vergebliche Ringen um Anerkennung des ersten deutschen Biochemikers Georg Carl Ludwig Sigwart (1784 - 1864). In: Bausteine zur Tübinger Universitätsgeschichte, Bd. 9 (1999), S. 7–28.
- Aus der Literatur zum 17. Juni 1953. In: Franz Huberth (Hrsg.): Die DDR im Spiegel ihrer Literatur. Duncker & Humblot, Berlin 2005, S. 13–27, ISBN 3-428-11592-9.
- Sieben Brüder auf einer fliegenden Schildkröte. Books on Demand, Norderstedt 2005, ISBN 3-8334-2264-5 (über die Familiengeschichte Bohley).
- Das Schloßlabor in der Küche von Hohentübingen (= Tübinger Besonderheiten, Bd. 2). Verl. Der Faire Kaufladen, Tübingen 2009, ISBN 978-3-9813050-1-2.
- (als Hrsg. und Mitautor): Erlebte DDR-Geschichte. Zeitzeugen berichten. Chr. Links, Berlin 2014, ISBN 978-3-86153-789-2.